# ガルシア2世 (ナバラ王)
ガルシア・サンチェス2世（スペイン語: García Sánchez II, バスク語: Gartzea II. a Santxez, 1000年ごろ没）は、ナバラ王国の国王およびアラゴン伯（在位：994年 - 1000年ごろ）。ナバラ王サンチョ・ガルセス2世とウラカ・フェルナンデスの息子で、ヒメノ家においてアラゴン伯となった2人目の人物である。後世の歴史家は、臆病王（el Temblón）と呼ぶが、この呼称はもともとガルシア・サンチェス2世の祖父ガルシア・サンチェス1世のものであった可能性がある。

## 生涯
治世を通じて、ガルシア・サンチェス2世の外交政策はカスティーリャの外交政策と密接に関連していた。ガルシア・サンチェスの母ウラカはカスティーリャ伯サンチョ・ガルシアや強力なサルダーニャ伯ガルシア・ゴメス・デ・カリオンの叔母であり、ウラカはナバラ王国とカスティーリャ伯との橋渡し役を果たしていたとみられる。
彼は従兄弟サンチョとともに、父サンチョ・ガルセス2世がコルドバの後ウマイヤ朝に申し出た服従から抜け出そうとしたが、結果としてアル・マンスールと戦わなければならなかった。そして996年にガルシア・サンチェスはコルドバで和平を結ぶことを余儀なくされた。997年、カラタユー領内への遠征の間に、ガルシア・サンチェスは領主の弟を殺害した。アル・マンスールは50人のキリスト教徒を斬首することでこれに報復した。1000年7月のサルベラの戦いにガルシア・サンチェスはサルダーニャ伯ガルシア・ゴメスとともにカスティーリャ伯サンチョ・ガルシア率いる同盟軍に加わったが、アル・マンスールに敗北した（カスティーリャ伯サンチョが軍を率いたということは、ガルシア・サンチェスの衰えを反映しているとみられる）。伝承によると、ガルシア・サンチェスは1002年のカラタニャソルの戦いにおいてキリスト教徒の指導者の1人として、アル・マンスールの死とそれに続くコルドバの後ウマイヤ朝の危機をもたらしたが、1000年以降のガルシア・サンチェスに関する同時代の記録は存在せず、従兄弟ビゲラ王サンチョ・ラミレスが1002年にパンプローナ（ナバラ）で統治をしていた可能性がある。ガルシア・サンチェスは息子サンチョ3世が最初に王として現れる1004年までには死去していたことは確実である。
国内においては、アラゴンの統治を母ウラカの後見の下、弟のゴンサロに委ねた。伝承によると、ガルシア・サンチェス2世は王国に拘束されていたすべてのイスラム教徒の捕虜を解放したという。

## 結婚と子女
ガルシア・サンチェス2世は、レオン王国で最も高位の貴族であるセア伯フェルナンド・ベルムーデスの娘ヒメナ・フェルナンデスと結婚した。2人の間には以下の子女が生まれた。
- サンチョ3世（990/2年 - 1035年） - ナバラ王、アラゴン伯
- エルビラ - レイレ修道院の修道女
- ガルシア
- ウラカ（1031年没） - 1023年にレオン王アルフォンソ5世と結婚